# Железнякова, Дарья Георгиевна
Дарья Георгиевна Железнякова (род. 23 января 1996 года, Санкт-Петербург, Россия) — российский профессиональный боец смешанных единоборств, выступающая под эгидой UFC. Чемпионка России по кикбоксингу (2014, 2018, 2019). Чемпионка мира по панкратиону (2019). Занимает 15 строчку официального рейтинга UFC в женском легчайшем весе.

## Биография
Дарья родилась в городе Санкт-Петербург, Россия. Первые шаги в спорте сделала в 2012 году, когда пришла в секцию любительского бокса и начала тренироваться под руководством своего первого тренера Генадия Машьянова совмещая тренировки с тайским боксом. После 4 лет в боксе она перешла в кикбоксинг, где была спортсменкой школы олимпийского резерва ФАУ МО РФ ЦСКА города Санкт-Петербург.

## Спортивная карьера

### Кикбоксинг
В 2014 году впервые стала чемпионкой России в разделе К-1 Калининграде. Годом позже стала финалисткой чемпионата России в разделе К-1, уступив в финале Светлане Винниковой из Московской области. В мае 2018 года  стала чемпионкой России среди взрослых в весе до 65 кг в разделе "фулл-контакт", тем самым добыв себе место в сборной России для участия на чемпионате Европы.  В июне 2018 года Дарья пришла первой на кубке мира ("World Cup Diamond") в г. Анапа, Краснодарский край. В октябре 2018 года она завоевала бронзовую медаль в весе до 65 кг на чемпионате Европы, который прошёл в Братиславе (Словакия). В марте 2019 года Железнякова выиграла чемпионат России в разделе К-1, который проходил в подмосковном Ершово.

### Панкратион
В ноябре 2019 года в г. Рим (Италия) она выиграла чемпионат  мира по панкратиону (UWW) в весовой категории до 70 кг.

### Смешанные единоборства
После 8 побед на профессиональной арене Дарья была подписана в американскую организацию UFC. Дебют Дарьи был на турнире UFC on ESPN: Рибас vs. Намаюнас против мексиканки Монсеррат Рендон, который прошёл в Лас-Вегасе, США. На данном турнире она выиграла Монсеррат Рендон единогласным решением судей. 28 сентября 2024 года она выступила на турнире UFC Fight Night: Мойкану vs. Сен-Дени, который прошёл в Париже, где она уступила аргентинской спортсменке Айлине Перес удушающим приёмом в первом раунде.

## Достижения в спорте
- Чемпионат России по кикбоксингу 2014, 2019 (К-1) — ;
- Чемпионат России по кикбоксингу 2015 (К-1) — ;
- Чемпионат России по кикбоксингу 2018 (Фулл-контакт с лоу киком) — ;
- Кубок мира по кикбоксингу 2018 — ;
- Чемпионат Европы по кикбоксингу 2018 (Фулл-контакт с лоу киком) — ;
- Чемпионат Санкт-Петербурга по любительскому боксу 2018 — ;[17]
- Чемпионат мира по панкратиону 2019 (UWW) — ;
- Титул Open Fighting Championship (один раз)[18]

## Список боев
| Боёв 12  | Побед 10 | Поражений 2 |
| -------- | -------- | ----------- |
| Нокаутом | 5        | 1           |
| Сдачей   | 0        | 1           |
| Решением | 5        | 0           |

| Результат | Рекорд | Соперник              | Способ                     | Турнир                                | Дата             | Раунд | Время | Место                   | Примечание             |
| --------- | ------ | --------------------- | -------------------------- | ------------------------------------- | ---------------- | ----- | ----- | ----------------------- | ---------------------- |
| Победа    | 10—2   | Мелисса Диксон        | Единогласное решение       | UFC on ABC: Хилл vs. Раунтри          | 21 июня 2025     | 3     | 5:00  | Баку, Азербайджан       |                        |
| Поражение | 9—2    | Айлин Перес           | Сдача (ручной треугольник) | UFC Fight Night: Мойкану vs. Сен-Дени | 28 сентября 2024 | 1     | 3:52  | Париж, Франция          |                        |
| Победа    | 9—1    | Монсеррат Рендон      | Решение (единогласное)     | UFC on ESPN: Рибас vs. Намаюнас       | 24 марта 2024    | 3     | 5:00  | Лас-Вегас, США          | Дебют в UFC.           |
| Победа    | 8—1    | Мари Луазо            | ТКО (удары)                | Ares FC 14                            | 7 апреля 2023    | 2     | 1:27  | Париж, Франция          |                        |
| Поражение | 7—1    | Мелисса Диксон        | ТКО (удары)                | Ares FC 9                             | 3 ноября 2022    | 1     | 4:59  | Париж, Франция          |                        |
| Победа    | 7—0    | Лиана Джоджуа         | Решение (единогласное)     | Ares FC 6                             | 20 мая 2022      | 1     | 5:00  | Париж, Франция          |                        |
| Победа    | 6—0    | Меруерт Ибраева       | TKO (удары)                | Open Fighting Championship 15         | 19 декабря 2021  | 2     | 1:47  | Москва, Россия          | Выиграла пояс Open FC. |
| Победа    | 5—0    | Андреина Реис Реполхо | Решение (единогласное)     | Open Fighting Championship 7          | 24 июля 2021     | 3     | 5:00  | Санкт-Петербург, Россия |                        |
| Победа    | 4—0    | Гёзаль Зутова         | ТКО (удары)                | MMA Series 1: Time of New Heroes 10   | 26 сентября 2020 | 2     | 4:47  | Санкт-Петербург, Россия |                        |
| Победа    | 3—0    | Ирина Киселова        | ТКО (удары)                | MMA Series 1: Time of New Heroes 4    | 1 марта 2020     | 1     | 0:42  | Санкт-Петербург, Россия |                        |
| Победа    | 2—0    | Дарина Маздюк         | Решение (единогласное)     | GIT Sech Pro: Time of New Heroes 3    | 1 декабря 2019   | 3     | 5:00  | Санкт-Петербург, Россия |                        |
| Победа    | 1—0    | Оксана Павловская     | ТКО (удары)                | GIT Sech Pro: Time of New Heroes 2    | 6 июля 2019      | 2     | 0:12  | Санкт-Петербург, Россия |                        |

## Личная информация
Железнякова является выпускницей Университета им. Лесгафта. Ее любимый боксер это Дмитрий Бивол.